# Hathui
Hatui, chiamata anche Hadwig o Hedwig, (939 circa – 4 luglio 1014) fu la prima badessa dell'abbazia di Gernrode dal 959 alla morte.

## Biografia
Hathui era la figlia di Wichmann il Vecchio, della dinastia dei Billunghi e di una donna sconosciuta. Poiché Tietmaro di Merseburgo nella sua Cronaca definisce Hauthi la nipote (neptis) della regina Matilde, la madre di Hathui è stata talvolta identificata come una delle sorelle di Matilda, Bia o Frederuna o ancora Peretheid. Hathui aveva almeno due fratelli: Wichmann il Giovane ed Ecberto il Guercio; un altro fratello poteva essere Bruno, vescovo di Verden. Hathui era quindi cugina dell'imperatore Ottone I.

### Matrimonio
Nel 952, quando aveva circa tredici anni, Hathui sposò Sigfrido, figlio del margravio Gero I il Grande della marca Geronis. Sigfrido morì sette anni dopo, il 24 giugno 959. La coppia non ebbe figli sopravvissuti. Sembra però che i due ebbero due figli, Gerone di Alsleben e Tetta.

### Badessa di Gernrode e Vreden
Dopo la morte di Sigfrido, Hathui divenne suora e, su richiesta di suo suocero, Gero, divenne badessa della nuova abbazia di Gernrode, eretta da Gero. Il secondo figlio di Gero, anche'egli di nome Gero, morì nel 959, lasciandolo senza eredi; egli quindi donò la maggior parte delle sue proprietà all'abbazia di Gernrode. Hathui fu consacrata nel 962 dal vescovo Bernardo di Halberstadt. Rimase badessa di Gernrode fino alla morte, avvenuta 55 anni dopo. Hathui era anche badessa di Vreden, dove condivideva l'ufficio di vogt con suo nipote, Wichmann III, figlio di Ecberto. Ella volle come successore la parente Matilde, suora presso Gernrode e figlia del duca Bernardo I di Sassonia e di Ildegarda († 1011), figlia di Enrico I il Calvo, conte di Stade. Matilde però morì il 28 aprile 1014 e Hathui ne soffrì molto; poco dopo, 4 luglio dello stesso anno, la seguì nella tomba. Le succedette Adelaide, figlia dell'imperatore Ottone II e di Teofano.

### Leggenda
Si dice che Hathui abbia curato e guarito i malati nella 'Piscina Sacra' (Heiliger Teich) bella parte orientale di Gernrode. Prima della sua morte nel 1014, la cronaca di Tietmaro dice che l'acqua della peschiera (o dello stagno) sia diventata prima rossa sangue fino a mezzogiorno, poi verde brillante. Per altri questo miracolo, riportato da Tietmaro, era dovuto alle virtù della cugina Matilde, che Hathui avrebbe voluto come suo successore. Venne sepolta da Bernardo, vescovo di Oldeburgo, «in mezzo alla chiesa davanti all'altare della Santa Croce». Successivamente, sempre secondo Tietmaro, per mezzo di un miracolo nei pressi della tomba, uno storpio ritornò a camminare normalmente.